# Gilbert Chabroux
Gilbert Chabroux, né le 27 décembre 1933 à Berneuil (Haute-Vienne) et mort le 1er décembre 2017 à Villeurbanne, est un homme politique français.
Il a été sénateur du Rhône du 24 septembre 1995 au 30 septembre 2004, date à laquelle il ne se représente pas, et exerce la fonction de premier magistrat de la ville de Villeurbanne de 1990 à 2001.

## Carrière politique
Gilbert Chabroux a été membre du Groupe d'information internationale sur le Tibet et fut l'un des signataires de son manifeste en 2000 des parlementaires français pour le Tibet.
Il succéda comme maire de Villeurbanne à Charles Hernu et eut pour successeur Jean-Paul Bret.

## Autres mandats
Gilbert Chabroux est conseiller général du canton de Villeurbanne-Centre de 1982 à 1995 et conseiller régional de la région Rhône-Alpes de 1992 à 1995, dont il mène la liste PS.